# Neophyllaphis grobleri
Neophyllaphis grobleri  (лат.) — вид архаичных тлей рода Neophyllaphis из подсемейства Neophyllaphidinae.

## Описание
Мелкие насекомые, длина 1,7—1,8 мм. Тело оранжевого цвета. Усики 6-члениковые, короче чем тело. Монофаги, питаются на молодых  и взрослых хвойных растениях  
рода Podocarpus (Африка: Ангола, Камерун, Кения, Танзания, Эфиопия, ЮАР) отрицательно влияя на их рост и производство семян. Крылатые особи появляются осенью
.
Диплоидный набор хромосом  2n=18 (Hales & Lardner 1988).